# The Plaza ( Singapur)
The Plaza es un rascacielos comercial y edificio residencial de gran altura enclavado en la calle Beach Road de Singapur. El complejo se compone de una torre residencial y comercial de 30 plantas y un edificio de 8 pisos que alberga el hotel Plaza Parkroyal. El rascacielos es uno de los más elegantes edificios residenciales y turísticos del centro comercial de Singapur, cerca de las calles Arab y Bugis, próximo también al puerto y cerca del principal centro comercial de Marina Centre.

## Historia
El complejo The Plaza, un edificio pionero en la arquitectura de Singapur, inició sus pasos en 1975. Fue terminado en 1979, cuatro años después.

### Diseño
La torre tiene un diseño distintivo con forma de prisma triangular. Cada una de sus caras es, a su vez, una figura cóncava. El resultado es un trabajo del estudio RDC Architects Pte Ltd. Tiene un total de 641 estacionamientos para vehículos.

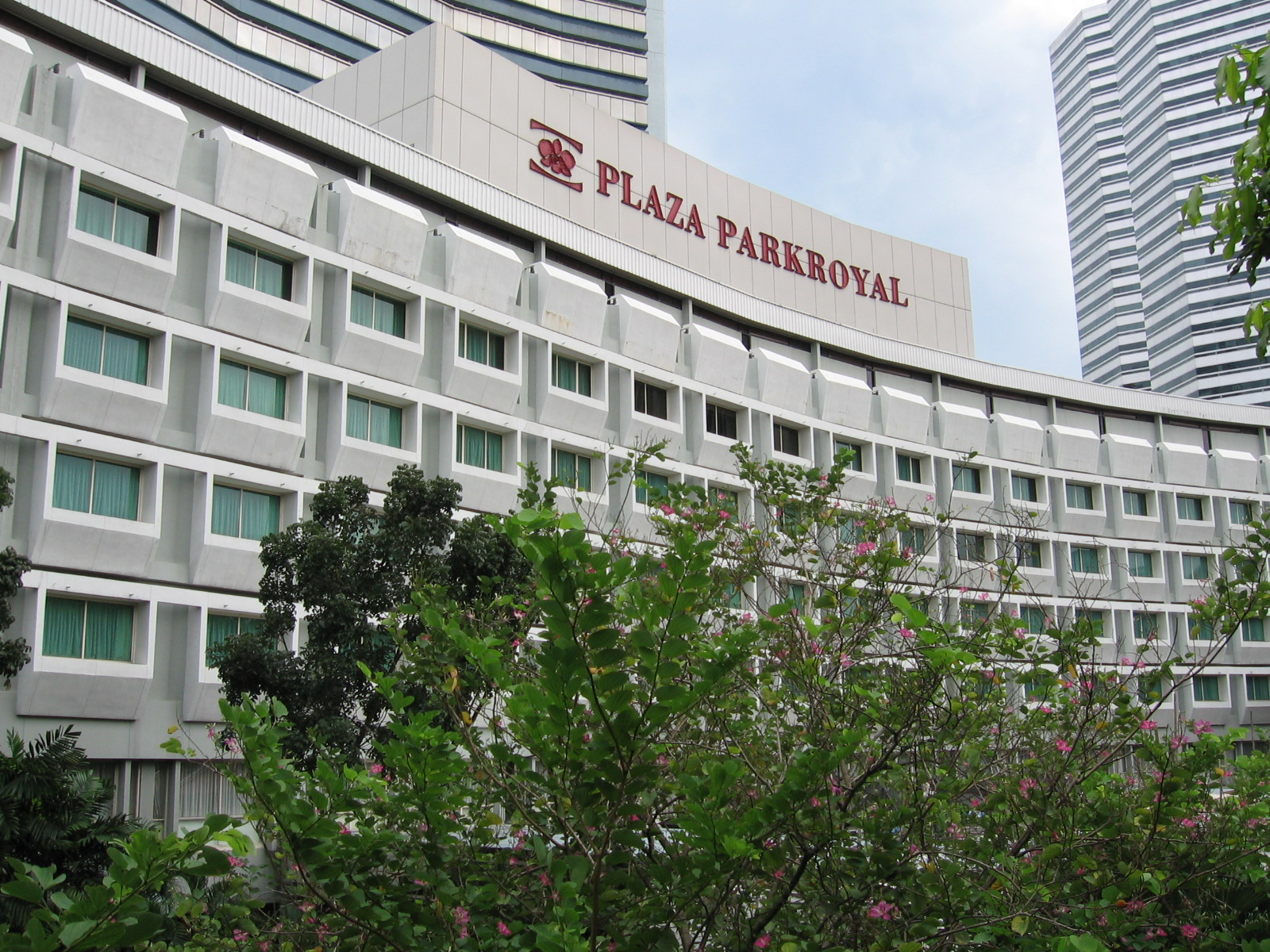
Plaza Parkroyal en 2005.

## Embajadas
En el edificio se hallan la embajada de Zimbabue se encuentra en el piso 13 de The Plaza, mientras que el Consulado Honorario de Bielorrusia se encuentra en el piso 16 del edificio.